# Rachel (Tochter des Raschi)
Rachel oder Belle-Assez (irrtümlich manchmal auch: Bellejeune) war der Überlieferung nach eine Tochter des bedeutenden Tora- und Talmudgelehrten Rabbi Schlomo Jizchaki, bekannt unter dem Akronym Raschi. Sie lebte demnach im 11./12. Jahrhundert im französischen Troyes. Rachel, deren historische Existenz nicht ganz sicher ist, wird seit dem 19. Jahrhundert beispielhaft für eine gelehrte mittelalterliche Jüdin genannt. In diesem Sinne wurde ihr Name auch in den Heritage Floor, Teil der Installation The Dinner Party (Judy Chicago, 1974–1979), integriert.
Die Informationen zum Leben Raschis sind spärlich; das gilt auch für seine Familienverhältnisse. Er hatte drei Töchter namens Jocheved, Miriam und Rachel. Dass sie eine gute Bildung erhielten, kann angenommen werden; es gibt dafür aber keinen direkten Beleg. Jocheved und Miriam heirateten bedeutende Schüler ihres Vaters (Meir ben Schmuel bzw. Jehuda ben Natan) und hatten ihrerseits Söhne, die bekannte Toragelehrte wurden. Auch Töchter aus diesen Ehen waren durch ihre Kompetenz in Fragen des jüdischen Religionsgesetzes bekannt: Hanna, die Tochter der Jocheved, und Elvina, die Tochter Miriams. 
Die dritte Tochter Rachel war verheiratet mit Elieser; diese Ehe wurde früh geschieden, und Rachel lebte daraufhin in ihrem Elternhaus. Es wurde lange vermutet, dass sie für ihren Vater eine religionsgesetzliche Entscheidung niederschrieb, als dieser erkrankt war. Die Quelle dafür ist ein Werk des 13. Jahrhunderts, Schibbolei ha-Leket.
Heinrich Graetz schilderte diese Begebenheit in seinem viel gelesenen Geschichtswerk:

„Er [Raschi] hatte nämlich keine Söhne, nur drei Töchter, von denen eine im Talmud so gelehrt war, daß sie während der Krankheit ihres Vaters die eingelaufenen talmudischen Anfragen vorlas und die ihr dictirte Antwort zu Papier brachte.“

Moritz Güdemann bezeichnete 1888 die jüdischen Frauen des Mittelalters als „Mitträgerinnen der Tradition“; neben anderen Beispielen verwies er auf Rachel: „Raschi’s Tochter vertrat ihren Vater in Krankheitsfällen in gelehrter Korrespondentz“. Judith R. Baskin kommentierte, dass Rachel eine fortgeschrittene Kenntnis des rabbinischen Hebräisch besitzen musste, um diesen Text auf Diktat ihres Vaters schreiben zu können. Erst 2001 wurde erkannt, dass an dieser Stelle in Schibbolei ha-Leket ein Druckfehler vorlag und „Enkel“ statt „Tochter“ zu lesen war.
Alexander Marx zieht die Existenz einer Tochter Raschis namens Rachel ganz in Zweifel. Die einzige Quelle ist die Erwähnung in einem Responsum des Raschi-Enkels Rabbenu Tam; er schrieb an seinen Cousin, dass die gemeinsame Tante Rachel (oder Belle-Assez) von ihrem Ehemann Eleasar (oder Joseline) geschieden worden sei. Das Wort hebräisch דודה dodah („Tante“) könne aber auch allgemein eine Verwandte bezeichnen. Dass Raschi drei Töchter hatte, werde erst in Quellen des 16. Jahrhunderts mitgeteilt und sei daher relativ unsicher.